# Danuta Holecka
Danuta Dunin-Holecka z domu Szuba (ur. 1968 w Lidzbarku) – polska dziennikarka i prezenterka telewizyjna, w latach 1993–2023 związana z Telewizją Polską, a od 2023 z Telewizją Republika. W latach 2019–2023 kierownik redakcji programu Wiadomości (TVP1), od 2023 prowadząca program Dzisiaj (TV Republika). 

## Życiorys
Po ukończeniu szkoły podstawowej wyjechała z Lidzbarka do Warszawy, gdzie kontynuowała edukację. W stolicy ukończyła liceum sióstr nazaretanek, a także studia ekonomiczne w Szkole Głównej Handlowej.
W 1993 zwyciężyła w konkursie na prezentera TVP, dla której początkowo przygotowywała relacje z obrad Senatu RP, po czym w 1993 zaczęła prowadzić poranne i popołudniowe wydania Wiadomości w TVP1, które prowadziła do 2004. W styczniu 1997 zadebiutowała jako prezenterka głównego wydania Wiadomości, które prowadziła przez sześć miesięcy. Ponownie prowadzącą główne wydania była od sierpnia 2003 do października 2004. 1 lutego 2005 została prezenterką serwisu Kurier w TVP3. Następnie pracowała w stacji TVP Info, dla której prowadziła programy: Info Serwis i Minęła dwudziesta (od listopada 2007 do maja 2010, 16 września 2010 i od 1 lipca 2011 do lipca 2013). Od kwietnia do października 2010 ponownie prowadziła główne wydanie Wiadomości.  Od września 2013 do października 2018 była prezenterką kanału TVP3, dla którego prowadziła programy: Echa dnia i Dziennik Regionów.
13 stycznia 2016 ponownie zaczęła prowadzić główne wydanie Wiadomości. Od tamtej pory wielokrotnie zarzucano jej stronniczy sposób przedstawiania informacji w dzienniku i nieobiektywne przeprowadzanie wywiadów z gośćmi w programie Gość Wiadomości. Ponadto od 13 stycznia do 15 listopada 2016 prowadziła program Dziś wieczorem, a od 16 listopada 2016 do 8 grudnia 2023 – magazyn Gość Wiadomości w TVP Info. Poza tym od 20 marca 2016 do 2019 prowadziła autorski program W cztery oczy w TVP Polonia, a od stycznia 2017 – programy: Kwadrans polityczny w TVP1 i Rozmowa Polonii w TVP Polonia. 9 maja 2018 została powołana na członka XI kadencji Komisji Etyki TVP S.A. 17 lipca 2018 ponownie zaczęła prowadzić program Minęła dwudziesta. 1 maja 2019 została szefową redakcji Wiadomości. W grudniu 2023 na własne żądanie rozwiązała umowę z TVP. 8 grudnia 2023 poprowadziła swoje ostatnie wydanie Wiadomości, a 12 grudnia po raz ostatni wystąpiła w charakterze prezenterki programu Minęła dwudziesta i zakończyła pracę na stanowisku szefa Wiadomości.
29 grudnia 2023 dołączyła do zespołu redakcyjnego Telewizji Republika, zostając jedną z prowadzących główne wydanie serwisu informacyjnego Dzisiaj oraz program Gość Dzisiaj. Od kwietnia 2024 jest jedną z prowadzących program satyryczno-publicystyczny Piachem w tryby.

## Życie prywatne
Jej mężem jest Krzysztof Dunin-Holecki, z którym doczekała się narodzin synów bliźniaków: Stefana (ur. 16 czerwca 1993) i Juliana (ur. 16 czerwca 1993, zm. 9 lipca 2024).

## Nagrody
W 2025 roku dziennikarka otrzymała Główną Nagrodę Wolności Słowa w 31. edycji konkursu Nagrody Stowarzyszenia Dziennikarzy Polskich. Kapituła postanowiła nagrodzić Danutę Holecką za wywiady telewizyjne przeprowadzone na antenie TV Republika w 2024 roku (z Grażyną Olszewską, matką ks. Olszewskiego, urzędniczkami Urszulą Dubejko i Karoliną Kucharską oraz posłami Mariuszem Kamińskim i Maciejem Wąsikiem). Laureatka otrzymała 5 tys. zł i voucher na dwudniowy pobyt w Domu Pracy Twórczej w Kazimierzu Dolnym.